# Congo-Kinshasa op de Olympische Zomerspelen 2008
Congo-Kinshasa nam deel aan de Olympische Zomerspelen 2008 in Peking, China.
Congo-Kinshasa debuteerde op de Zomerspelen in 1968 en deed in 2008 voor de achtste keer mee. Net als bij de vorige zeven deelnames won Congo-Kinshasa geen medaille.

## Deelnemers en resultaten

### Atletiek
| Olympiër      | Discipline | Resultaat | Prestatie                                          |
| ------------- | ---------- | --------- | -------------------------------------------------- |
| Gary Kikaya   | 400m (m)   | 10e       | serie 2: 4de in 44,89 halve finale 3: 5de in 44,94 |
|               |            |           |                                                    |
| Franka Magali | 100m (v)   | 65e       | serie 8: 8ste in 12,57                             |

### Boksen
| Olympiër            | Discipline | Resultaat | Prestatie                        |
| ------------------- | ---------- | --------- | -------------------------------- |
| Herry Saliku Biembe | -75kg (m)  | 10e       | 1ste ronde: V van GRE Gazis: 2-7 |

### Judo
| Olympiër          | Discipline | Resultaat | Prestatie                                                                    |
| ----------------- | ---------- | --------- | ---------------------------------------------------------------------------- |
| Lundoloki Kibanza | -73kg (m)  | 13e       | 1ste ronde: V van TJK Bokiev: waza-ari herkansingen: V van UKR Bilodid: yuko |

### Zwemmen
| Olympiër                | Discipline         | Resultaat | Prestatie             |
| ----------------------- | ------------------ | --------- | --------------------- |
| Stany Kempompo Ngangola | 50m vrije slag (m) | 97e       | serie 2: 6de in 35,19 |

Afghanistan · Albanië · Algerije · Amerikaanse Maagdeneilanden · Amerikaans-Samoa · Andorra · Angola · Antigua en Barbuda · Argentinië · Armenië · Aruba · Australië · Azerbeidzjan · Bahama's · Bahrein · Bangladesh · Barbados · België · Belize · Benin · Bermuda · Bhutan · Bolivia · Bosnië en Herzegovina · Botswana · Brazilië · Britse Maagdeneilanden · Bulgarije · Burkina Faso · Burundi · Cambodja · Canada · Centraal-Afrikaanse Republiek · Chili · China · Chinees Taipei · Colombia · Comoren · Congo-Brazzaville · Congo-Kinshasa · Cookeilanden · Costa Rica · Cuba · Cyprus · Denemarken · Djibouti · Dominica · Dominicaanse Republiek · Duitsland · Ecuador · Egypte · El Salvador · Equatoriaal-Guinea · Eritrea · Estland · Ethiopië · Fiji · Filipijnen · Finland · Frankrijk · Gabon · Gambia · Georgië · Ghana · Grenada · Griekenland · Groot-Brittannië · Guam · Guatemala · Guinee · Guinee‑Bissau · Guyana · Haïti · Honduras · Hongarije · Hongkong · Ierland · IJsland · India · Indonesië · Irak · Iran · Israël · Italië · Ivoorkust · Jamaica · Japan · Jemen · Jordanië · Kaaimaneilanden · Kaapverdië · Kameroen · Kazachstan · Kenia · Kirgizië · Kiribati · Koeweit · Kroatië · Laos · Lesotho · Letland · Libanon · Liberia · Libië · Liechtenstein · Litouwen · Luxemburg · Macedonië · Madagaskar · Malawi · Malediven · Maleisië · Mali · Malta · Marshalleilanden · Marokko · Mauritanië · Mauritius · Mexico · Micronesië · Moldavië · Monaco · Mongolië · Montenegro · Mozambique · Myanmar · Namibië · Nauru · Nederland · Nederlandse Antillen · Nepal · Nicaragua · Nieuw-Zeeland · Niger · Nigeria · Noord-Korea · Noorwegen · Oeganda · Oekraïne · Oezbekistan · Oman · Oostenrijk · Oost‑Timor · Pakistan · Palau · Palestina · Panama · Papoea-Nieuw-Guinea · Paraguay · Peru · Polen · Portugal · Puerto Rico · Qatar · Roemenië · Rusland · Rwanda · Saint Kitts en Nevis · Saint Lucia · Saint Vincent en Grenadines · Salomonseilanden · Samoa · San Marino · Sao Tomé en Principe · Saoedi-Arabië · Senegal · Servië · Seychellen · Sierra Leone · Singapore · Slovenië · Slowakije · Soedan · Somalië · Spanje · Sri Lanka · Suriname · Swaziland · Syrië · Tadzjikistan · Tanzania · Thailand · Togo · Tonga · Trinidad en Tobago · Tsjaad · Tsjechië · Tunesië · Turkije · Turkmenistan · Tuvalu · Uruguay · Vanuatu · Venezuela · Verenigde Arabische Emiraten · Verenigde Staten · Vietnam · Wit-Rusland · Zambia · Zimbabwe · Zuid-Afrika · Zuid-Korea · Zweden · Zwitserland
Uitgesloten van deelname: Brunei